# Guzmania besseae
Guzmania besseae är en gräsväxtart som beskrevs av Hans Edmund Luther. Guzmania besseae ingår i släktet Guzmania och familjen Bromeliaceae. Inga underarter finns listade i Catalogue of Life.